# Novořecké močály
Novořecké močály byly přírodní rezervace ev. č. 1723 poblíž obce Stříbřec v okrese Jindřichův Hradec. Oblast spravovala AOPK ČR Správa CHKO Třeboňsko. Důvodem ochrany byl rozsáhlý komplex mokřadních ekosystémů v inundaci Nové řeky.
Chráněné území bylo s účinností od dne 26. února 2014 zrušeno a začleněno do národní přírodní rezervace Stará a Nová řeka.

## Galerie

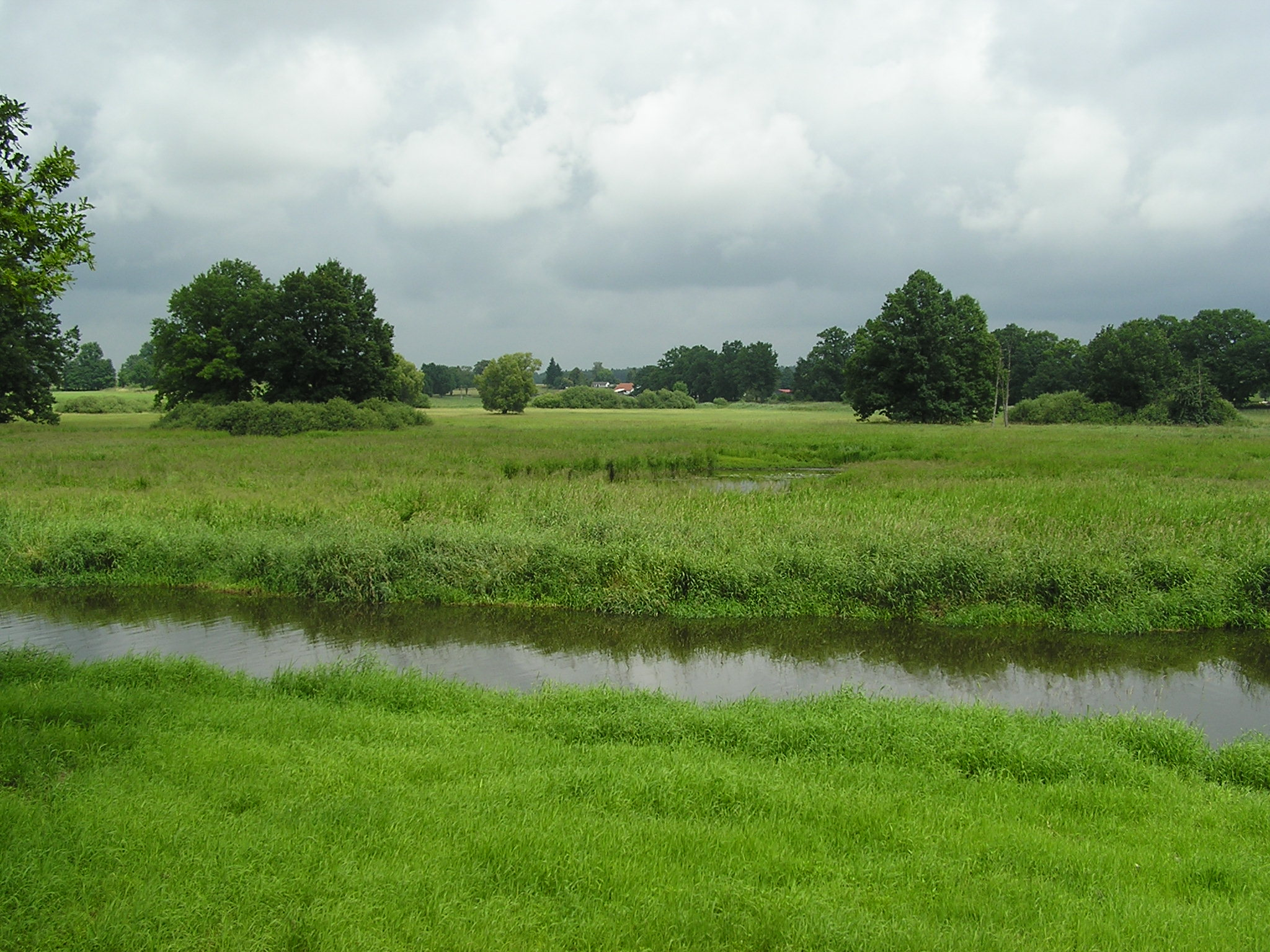
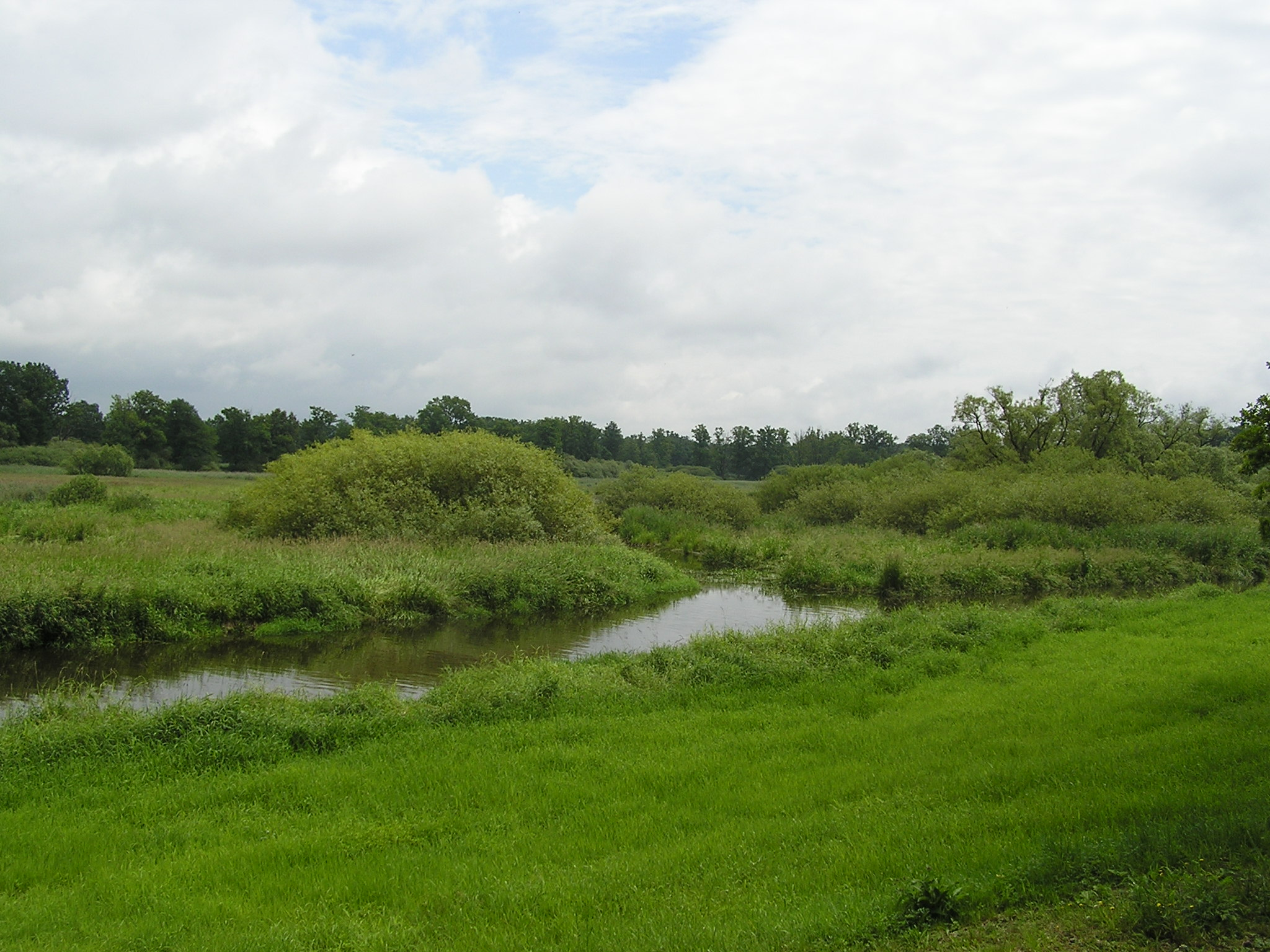
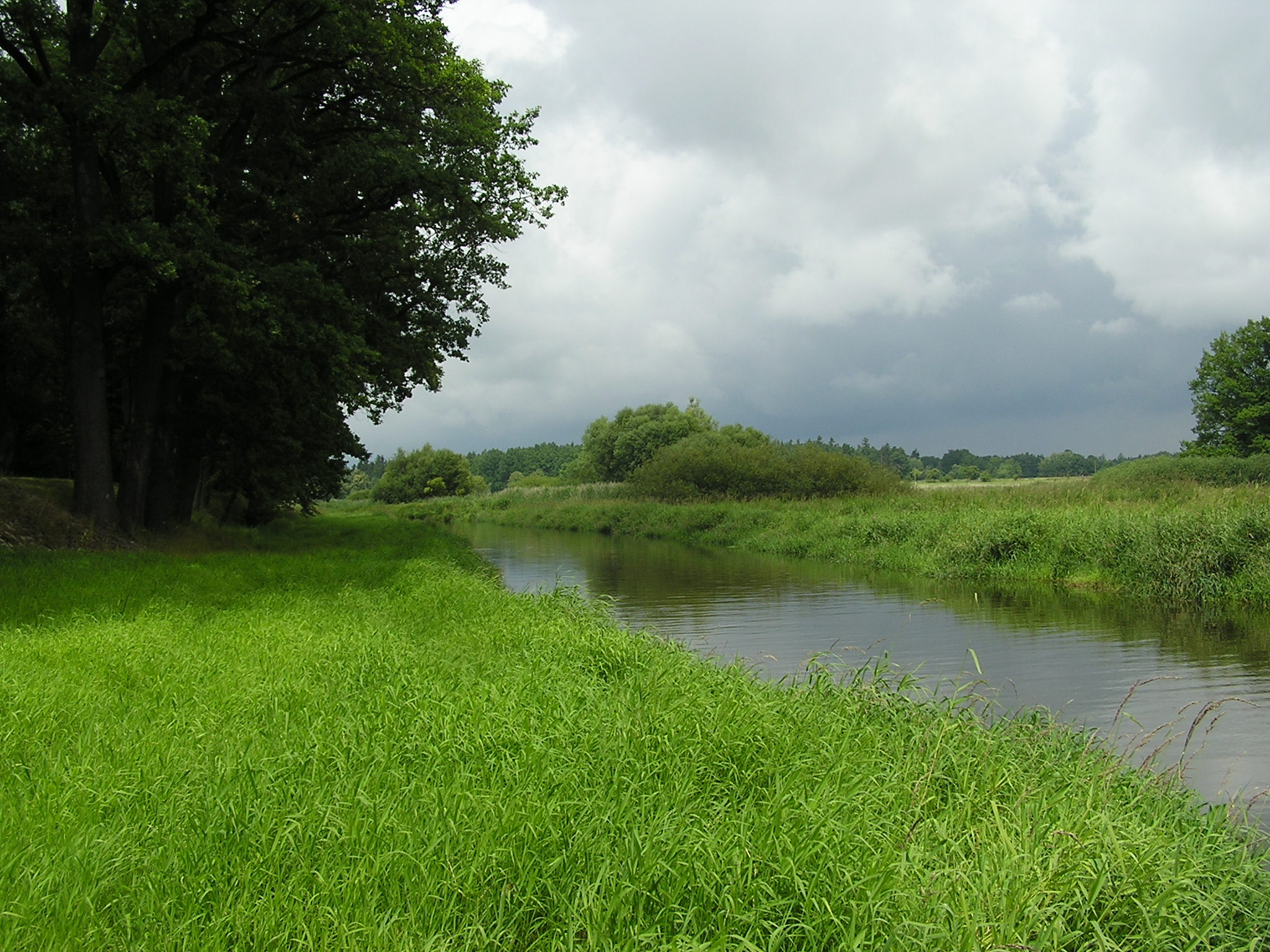
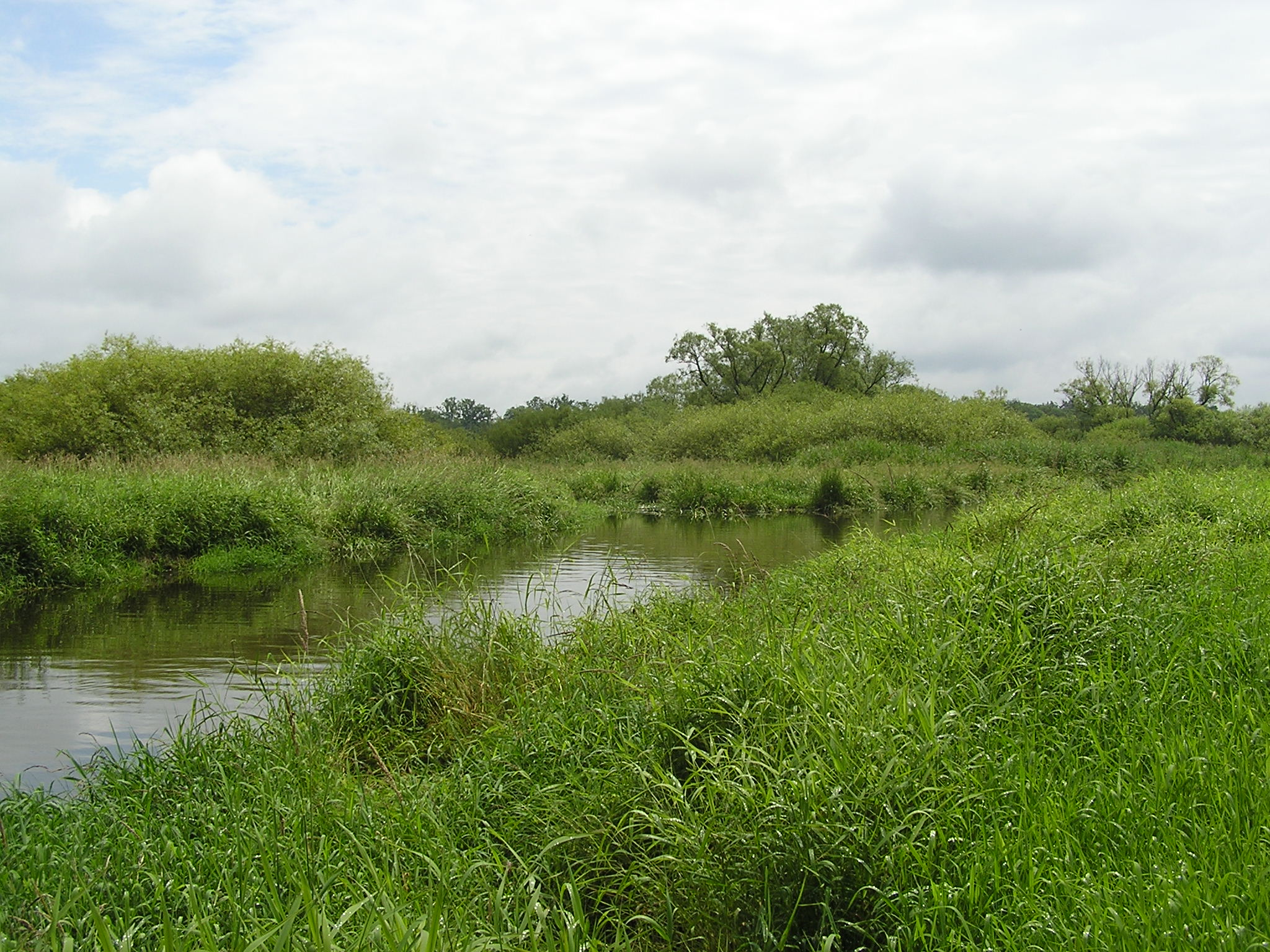